# Francine Prose
Francine Prose (Brooklyn, 1º aprile 1947) è una scrittrice e critica letteraria statunitense.

## Biografia
Nata a Brooklyn nel 1947, vive e lavora a New York.
Laureata in letteratura inglese nel 1968 al Radcliffe College, dopo il M.A. in letteratura medievale all'Università di Harvard è partita per l'India dove ha iniziato a scrivere quello che sarebbe divenuto il suo romanzo d'esordio, Judah the Pious, pubblicato nel 1973 grazie all'interessamento dell'editore Harry Ford.
Ex presidente del PEN American Center e socia dell'American Academy of Arts and Letters e dell'American Academy of Arts and Sciences nel 2006 ha ricevuto il Dayton Literary Peace Prize grazie al romanzo A Changed Man.
Definita dall'editore James Atlas "..una delle più grandi scrittrici della sua generazione", nel corso della sua carriera ha pubblicato più di 30 libri tra raccolte di racconti, libri per ragazzi e opere di saggistica.

## Vita privata
Sposatasi nel 1976 con lo scultore Howard (“Howie”) Michels, la coppia ha avuto due figli, Bruno e Leon.

## Opere principali

### Romanzi
- Judah the Pious (1973)
- The Glorious Ones (1974)
- Marie Laveau (1977)
- Animal Magnetism (1978)
- Household Saints (1981)
- Hungry Hearts (1983)
- Bigfoot Dreams (1986)
- Primitive People (1992)
- Hunters and Gatherers (1995)
- Blue Angel (2000)
- After (2003)
- A Changed Man (2005)
- Bullyville (2007)
- Goldengrove (2008)
- Touch (2009)
- Di che colore è la felicità (My New American Life, 2011), Milano, Tartaruga, 2013 traduzione di Marta Matteini ISBN 978-88-7738-542-0.
- The Turning (2012)
- Lovers at the Chameleon Club, Paris 1932 (2014)
- Mister Monkey (2016)

### Raccolte di racconti
- Women and Children First (1988)
- Guided Tours of Hell (1997)
- The Peaceable Kingdom (1998)

### Libri per ragazzi
- Leopold, the Liar of Leipzig (2005)

### Saggi
- The Lives of the Muses: Nine Women & the Artists They Inspired (2002)
- Gola[8] (Gluttony, 2003), Milano, Raffaello Cortina Editore, 2006 traduzione di Daniela Damiani ISBN 88-6030-044-4.
- Odissea siciliana (Sicilian Odyssey, 2003), Milano, laFeltrinelli, 2004 traduzione di Maurizio Migliaccio ISBN 88-7108-194-3.
- Caravaggio: Painter of Miracles (2005)
- Leggere da scrittore (Reading Like a Writer, 2006), Roma, Dino Audino Editore, 2014 traduzione Jusi Loreti ISBN 978-88-7527-274-6.
- The Photographs of Marion Post Wolcott (2008)
- Anne Frank: la voce dell'Olocausto (Anne Frank: The Book, the Life, the Afterlife, 2009), Milano, Castelvecchi, 2011 traduzione di Catherine McGilvray ISBN 978-88-7615-423-2.
- Peggy Guggenheim – The Shock of the Modern (2015)
- What to Read and Why (2018)

## Filmografia
- Verso il paradiso (Household Saints), regia di Nancy Savoca (1993) (soggetto)

## Premi e riconoscimenti
- PEN Translation Prize: 1988 per la traduzione (insieme a Madeline Levine) di A Scrap of Time di Ida Fink
- Guggenheim Fellowship: 1991[9]
- National Book Award per la narrativa: 2000 finalista con Blue Angel
- Dayton Literary Peace Prize: 2006 vincitrice per la narrativa con A Changed Man
- Rome Prize: 2006[10]